# Castello di Blonay
Das Castello di Blonay (französisch: Château de Blonay) ist eine mittelalterliche Höhenburg im Zentrum des Dorfes Avise im Aostatal auf einer Höhe in der Nähe der Kirche San Brizio. Sie wird häufig mit dem Castello di Avise am Rand dieses Dorfes verwechselt. Die dritte Burg am Ort, außerhalb des Dorfes, heißt Castello di Cré. Das Castello di Blonay befindet sich in gutem Erhaltungszustand.

## Beschreibung
Der Sekretär des Herzogtums Aosta Jean-Baptiste de Tillier beschreibt 1737 die Burg wie folgt; die Beschreibung trifft heute noch zu:

« En parcourant la grande route d'Aoste à Morgex, on voit à sa droite, au-delà d'Arvier, sur une élévation de terrain, le vieux château d'Avise : c'est la maison noble des anciens Seigneurs de ce lieu. Il consiste en une grosse tour carrée, avec un vieux corps de bâtiments qui paraît assez spacieux. »

„Wenn man auf der Straße von Aosta nach Morgex fährt, sieht man auf seiner Rechten, jenseits von Arvier, auf einer Höhe die alte Burg von Avise: Es ist die Adelsresidenz der alten Herren dieses Ortes. Sie besteht aus einem großen, quadratischen Turm und einem alten Baukörper, der sehr geräumig erscheint.“

Burg Blonay auf einem Foto von Carlo Nigra (1856–1942)

Grundriss der Burg im Juli 1936 und Detail eines Fensters (Zeichnung von Carlo Nigra)

Der älteste Teil der Burg ist der Turm, an dessen freien Seiten sich heute weder Schießscharten noch Eingänge zeigen, auch wenn es sicher ist, dass anfangs allein ein Gebäude nach dem Vorbild einfacher Burgen des Aostatals stand, wogegen die Südseite an ein stereometrisches, weniger streng aussehendes Gebäude angelehnt ist, in dem sich einige Querfenster mit Werksteinrahmen zeigen. Der Turm trägt Schwalbenschwanzzinnen und seine Mauern sind dicker als die des übrigen Komplexes. Dies bezeugt, dass es mehrere Bauabschnitte gab, und dass sich die Verteidigungserfordernisse des Komplexes änderten.

## Geschichte
Nach Jean-Baptiste de Tillier war die Burg Blonay die erste Residenz der Familie D’Avise, einer Adelsfamilie aus dem Aostatal, die es dort schon im 12. Jahrhundert gab. Turm und Gebäude der Burg stammen nicht aus derselben Zeit und hatten auch nicht immer dieselben Eigentümer: Der Turm wurde im 12. Jahrhundert errichtet und erst im 15. Jahrhundert entstand der Rest der Burg. Der Turm folgte lange Zeit den Ereignissen der D’Avises, wogegen den anschließenden Baukörper Prosper d’Avise, Mitglied des Senats von Savoyen, 1645 seinen Neffen, Claude und Josué de Blonay, Söhne von Marie d’Avise und Jacques de Blonay, aus dem Chablais, vererbte. Claude de Blonay wurde nach dem Tod der Mutter zwischen 20. und 27. März 1649 erneut als Erbe eingesetzt und in der Folge blieb die Burg in Händen der Familie De Blonay.
Jean-Baptiste de Tillier zeigt in der ersten Hälfte des 18. Jahrhunderts wieder eine Situation des geteilten Besitzes auf, die lange Zeit bestand:

« Il [le château, ndr] est aujourd'hui commun entre les Seigneurs de Blonay et d'Avise ; mais ces derniers en ont un autre à part, plus moderne, et dans une situation plus commode, avec sa tour à pavillon couverts en ardoises, et quelques appartenances en jardins, vergers, prairies, et autres terres. »

„[Die Burg Blonay] gehört heute zusammen den Herren von Blonay und Avise, aber letztere haben noch eine andere Burg, die mit ihren schiefergedeckten Pavillonturm moderner und in besserer Lage ist und an die Gärten, Haine und andere Gelände angeschlossen sind.“

François-Gaspard d’Avise war der letzte Erbe der Familie: Nach den testamentarischen Verfügungen seines Vaters, Antoine-Balthazard d’Avise, vom 6. Februar 1677 erhielt er die Hälfte des Lehens, wogegen die Schwester des Verstorbenen, Claire-Marie d’Avise, zusammen mit ihrem Gatten Charles-Joseph Bianco di San Secondo den Rest erbte.
Der Turm diente lange Zeit als Gefängnis, sodass er dann „Gefängnisturm“ genannt wurde: 1787 beanspruchte Philippe de Blonay in einer feudalen Erklärung sein ausschließliches Recht, Verbrecher inhaftieren zu lassen.
Zanotto gibt an, dass er seit 1980 unbewohnt sei.

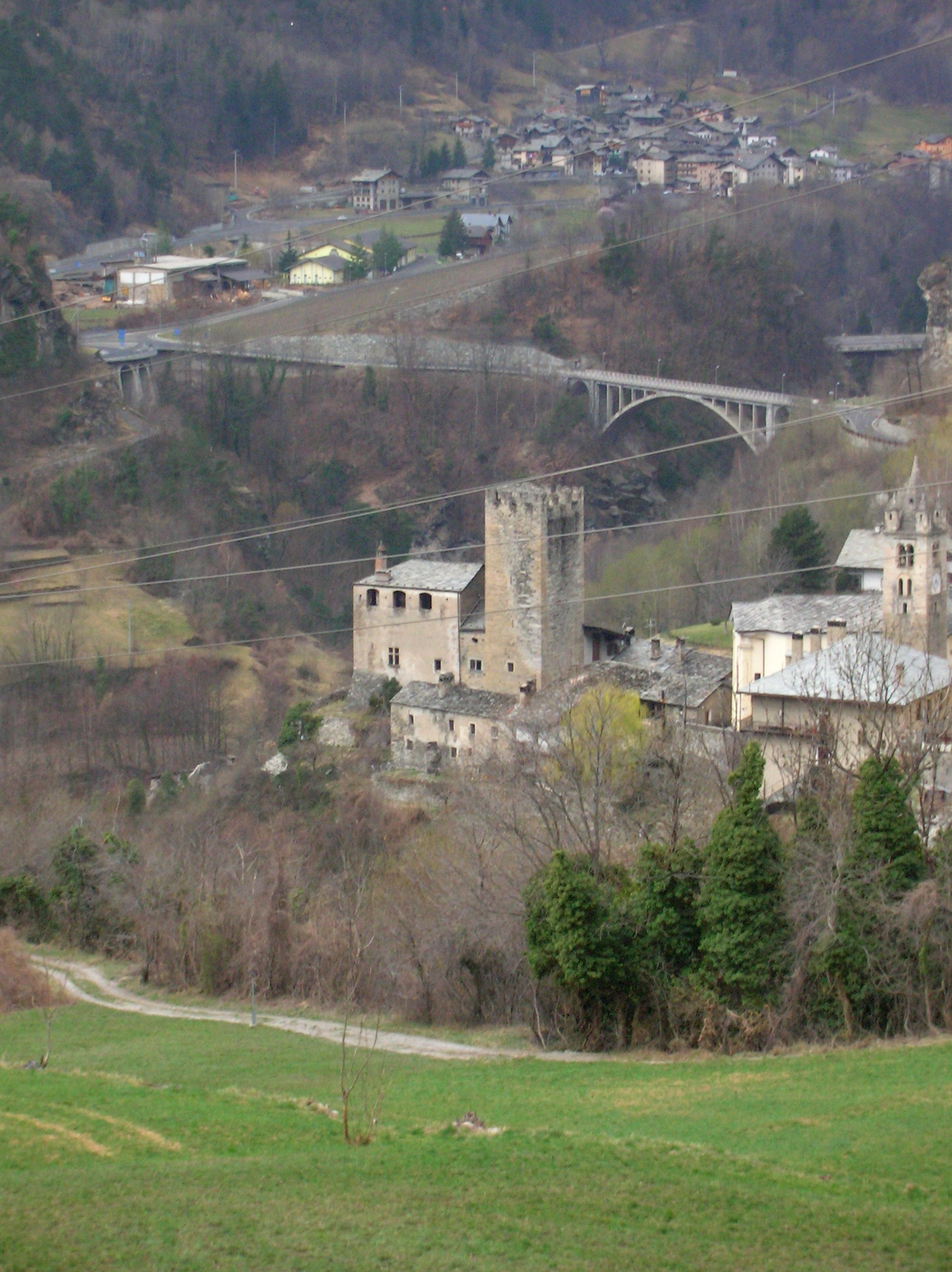
Blick auf die Burg Blonay von den Ruinen der Burg Cré aus.
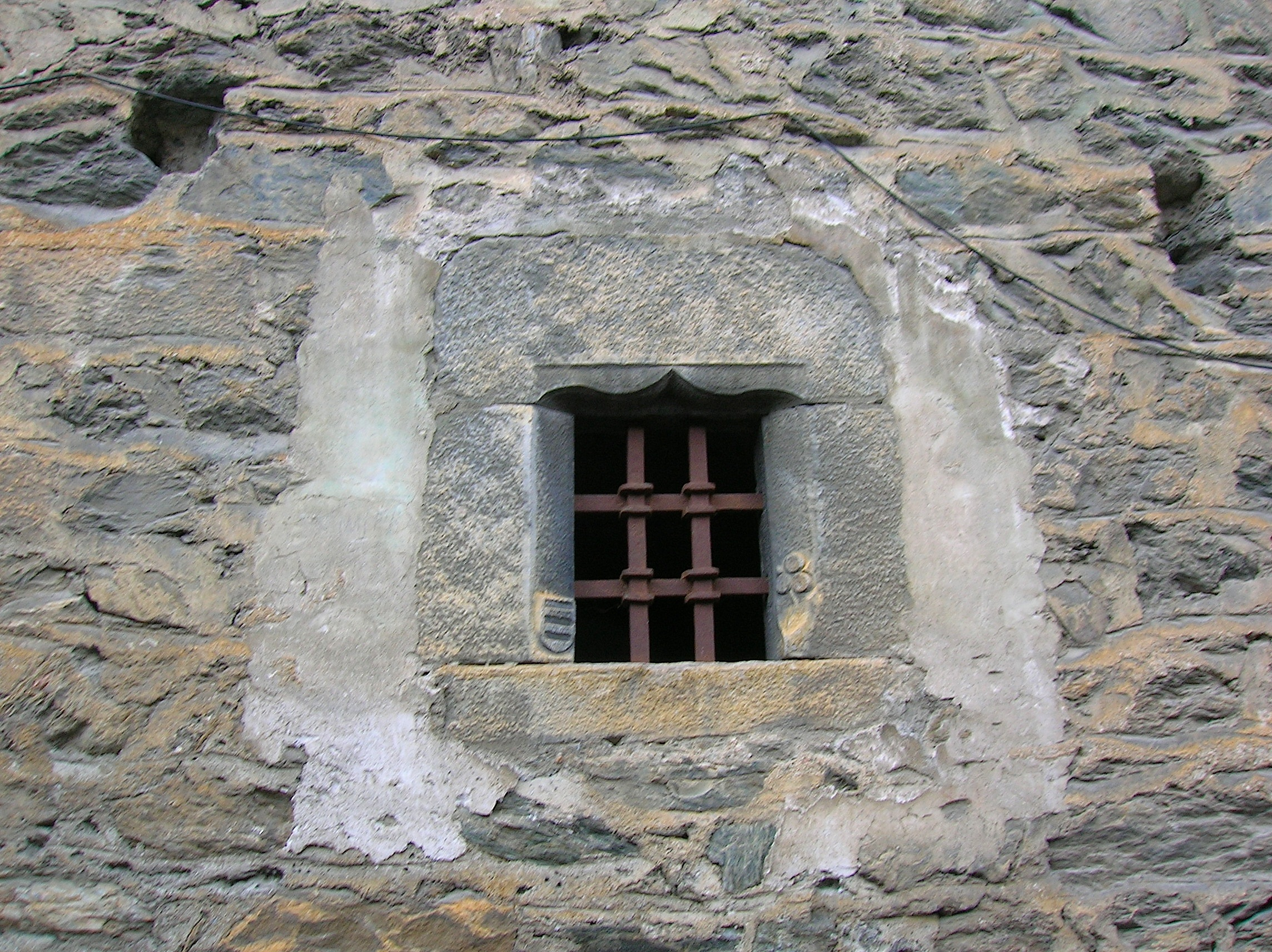
Ein Fenster der Burg
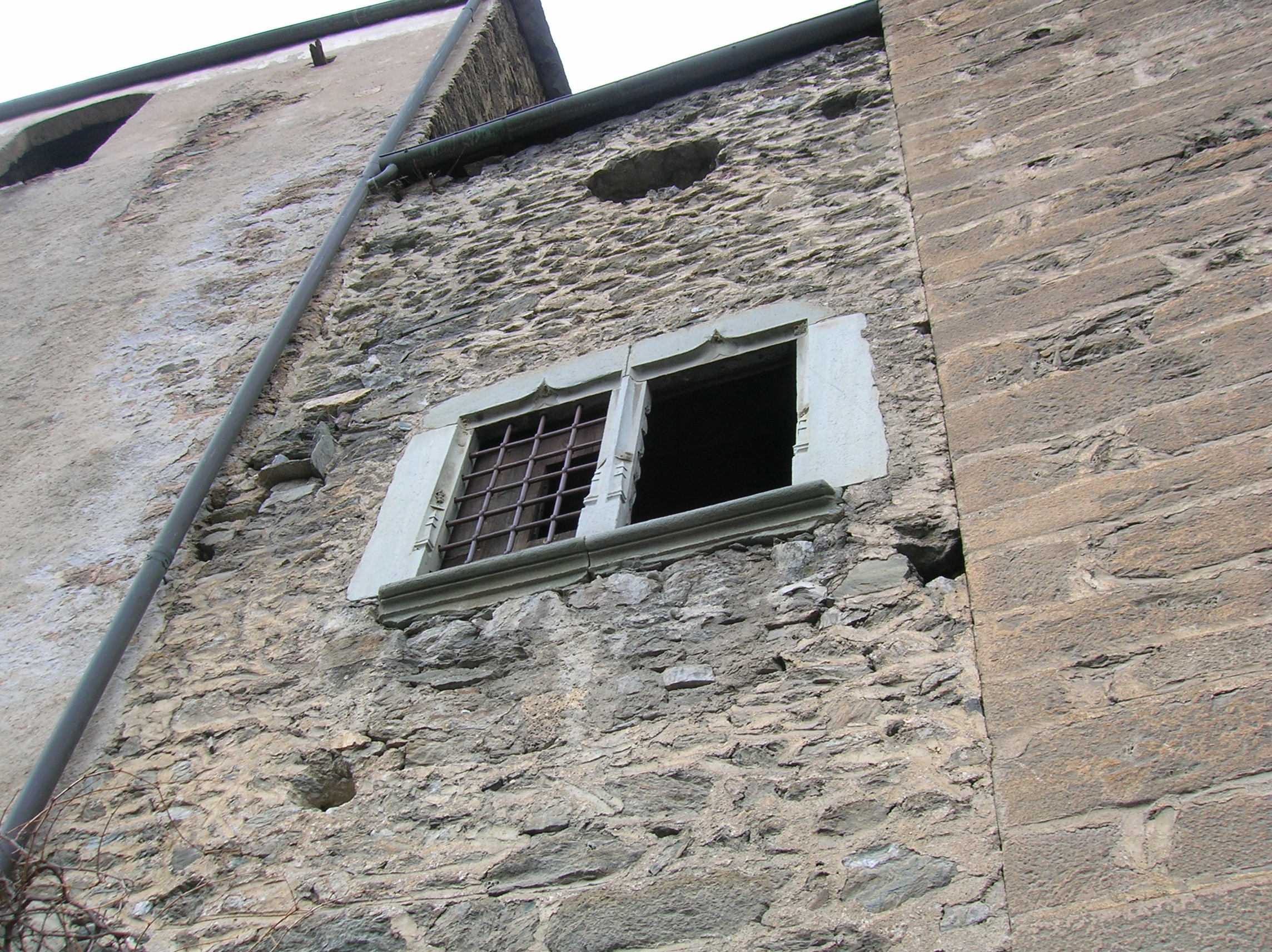
Detail des Doppelfensters
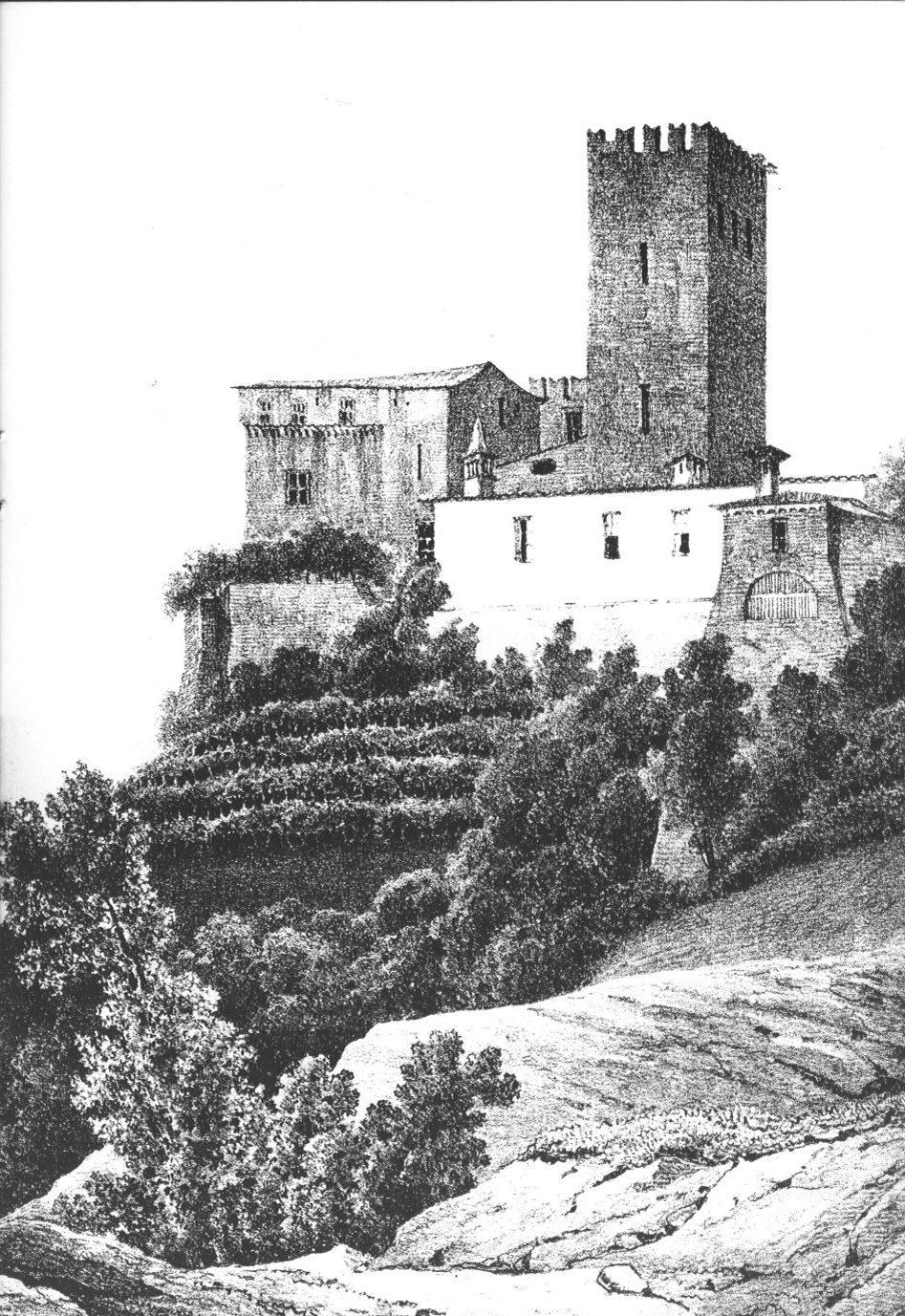
Stich von Gonin (1852)